# ۴۷۲ (پیش از میلاد)
۴۷۲ (پیش از میلاد) ۴۷۲مین سال قبل از تقویم میلادی است.